# 陸秀夫

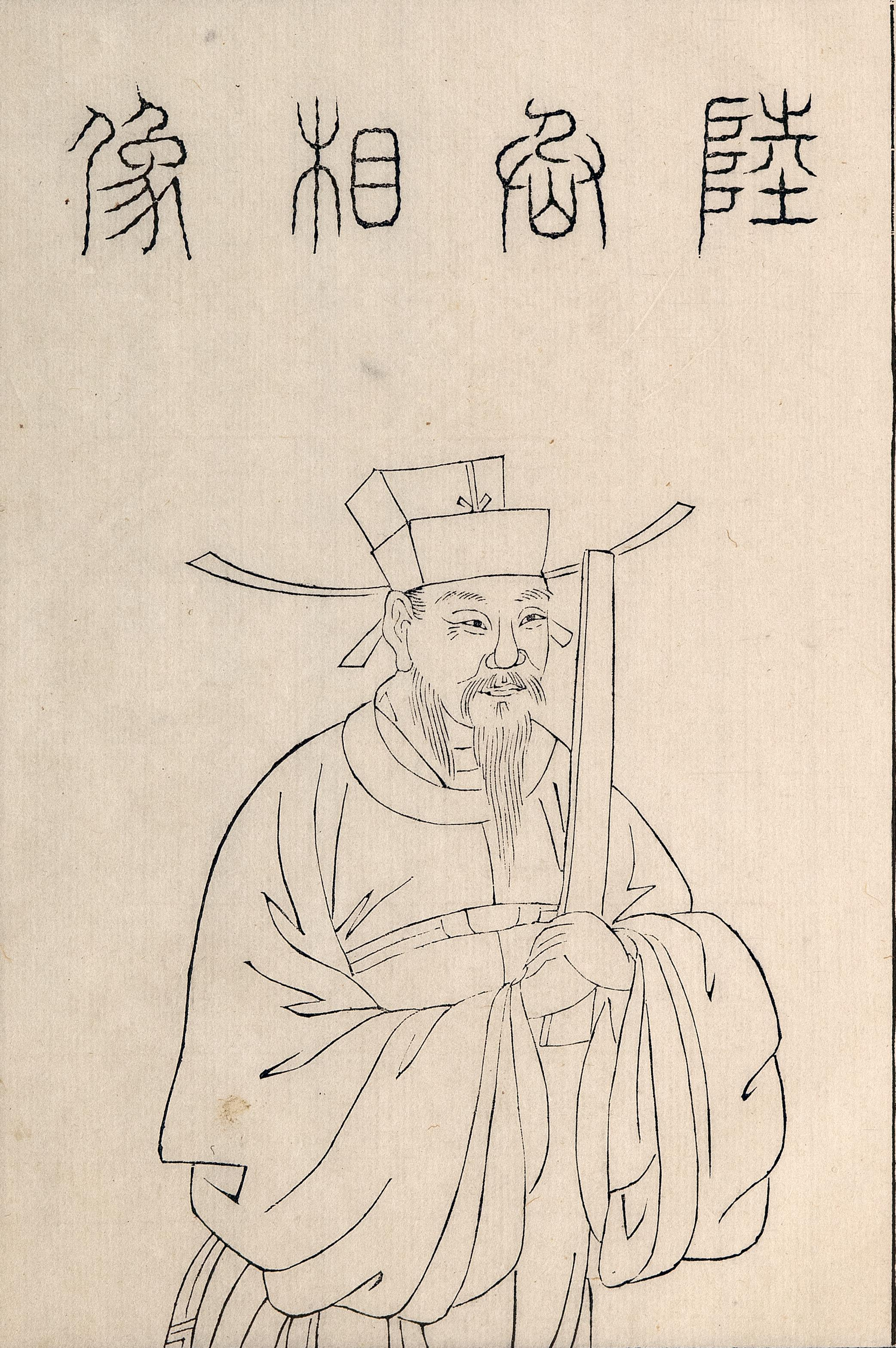
陸秀夫

陸 秀夫（りく しゅうふ、Lu Xiufu、嘉熙元年（1237年）- 祥興2年2月6日（1279年3月19日））は、中国南宋末期の重臣。字は君実。楚州塩城県長建里（現在の江蘇省塩城市建湖県建陽鎮）の人。文天祥や張世傑と共に南宋の三忠臣（亡宋の三傑）の一人。

## 略歴
景定元年（1260年）、科挙に及第して進士となる。
徳祐2年（1276年）、バヤン率いる元の軍が南宋の首都の臨安に迫ると、和睦の交渉を進めて国難を救おうとしたが失敗する。同年1月、臨安は無血開城し、恭帝は元に降伏するが、宋王朝の滅亡を潔しとしない陸秀夫は、前皇帝度宗の遺児を連れ出して臨安を脱出、南方に逃れ、張世傑と協力して亡命政権を打ち立てた。

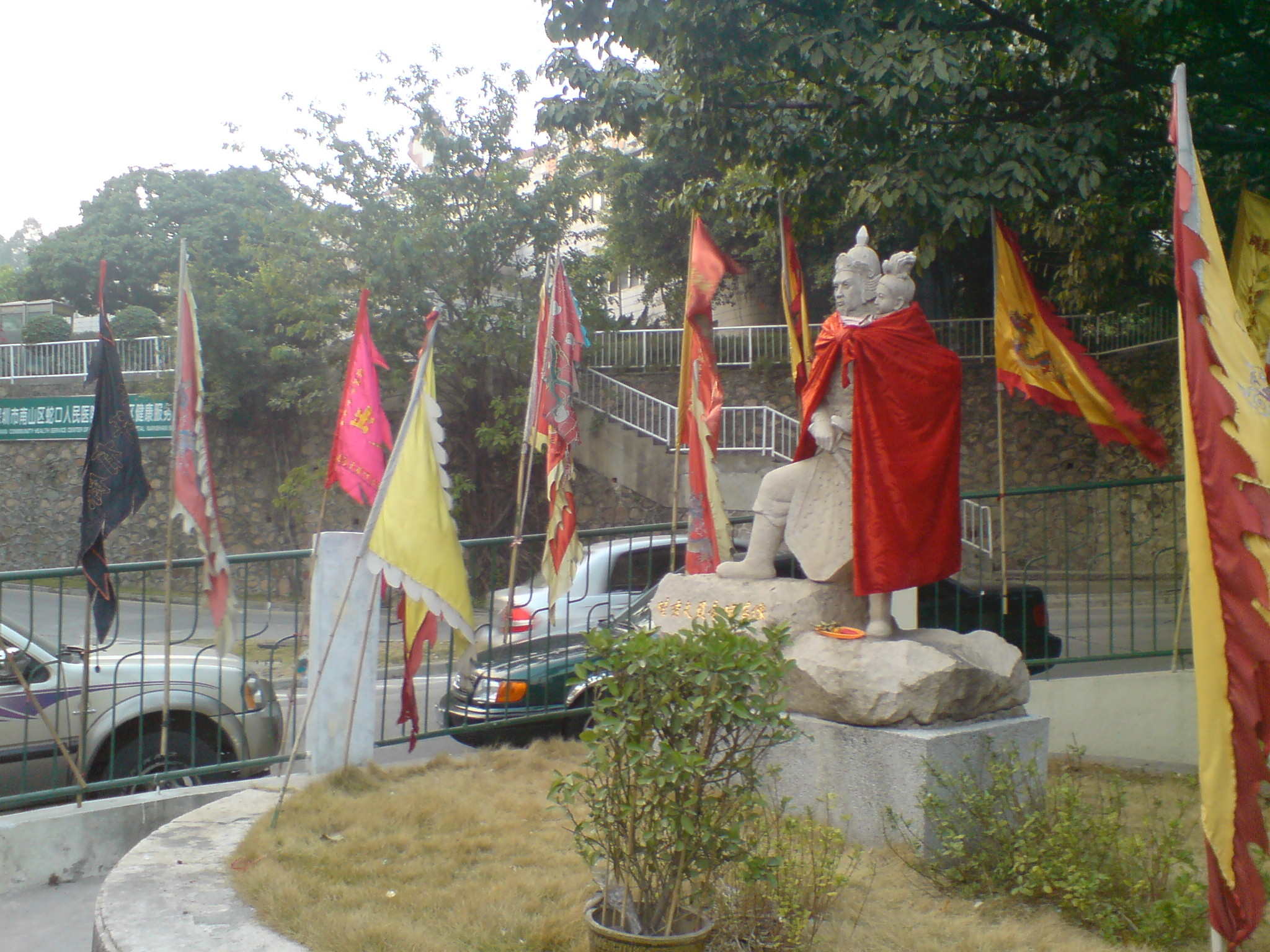
深圳市にある幼君を背負う「陸秀夫最期」の像

しかし、亡命政権は内部が安定しなかった上、祥興元年（1278年）には皇帝として擁立した端宗が病死してしまうという非常事態まで発生した。このため、陸秀夫は端宗の幼い弟の衛王趙昺を皇帝として擁立し、自身は宰相となってなおも抵抗運動を続けた。しかし、南宋残党を追撃する元軍の猛攻の前に南宋の滅亡は決定的となり、祥興2年（1279年）の崖山の戦いにおいて自身の妻子を殺した後、自分も幼帝と共に海に身を投げて自殺した。
日本の壇ノ浦の戦いの平氏滅亡時の二位尼と安徳天皇にも似た、崖山における陸秀夫と幼帝の悲劇的な最期は、現在においても多くの人々に哀惜の念を与え続けている。古くから伝わった箏曲に「崖山哀」という曲目があるほどである。崖山を生き延びて抵抗を続けようとした張世傑も程なく船の難破で死に、南宋最後の抵抗は儚くも潰えることになる。